# Sainte-Marguerite-sur-Duclair
Pour les articles homonymes, voir Sainte-Marguerite.
Sainte-Marguerite-sur-Duclair est une commune française située dans le département de la Seine-Maritime en région Normandie.

## Géographie

### Localisation
La commune fait partie de la Métropole Rouen Normandie.
|                | Betteville                    | Épinay-sur-Duclair |
| Rives-en-Seine | Sainte-Marguerite-sur-Duclair |                    |
|                | Le Trait                      | Duclair            |

### Hydrographie
La commune est située dans le bassin Seine-Normandie. Elle n'est drainée par aucun cours d'eau,.

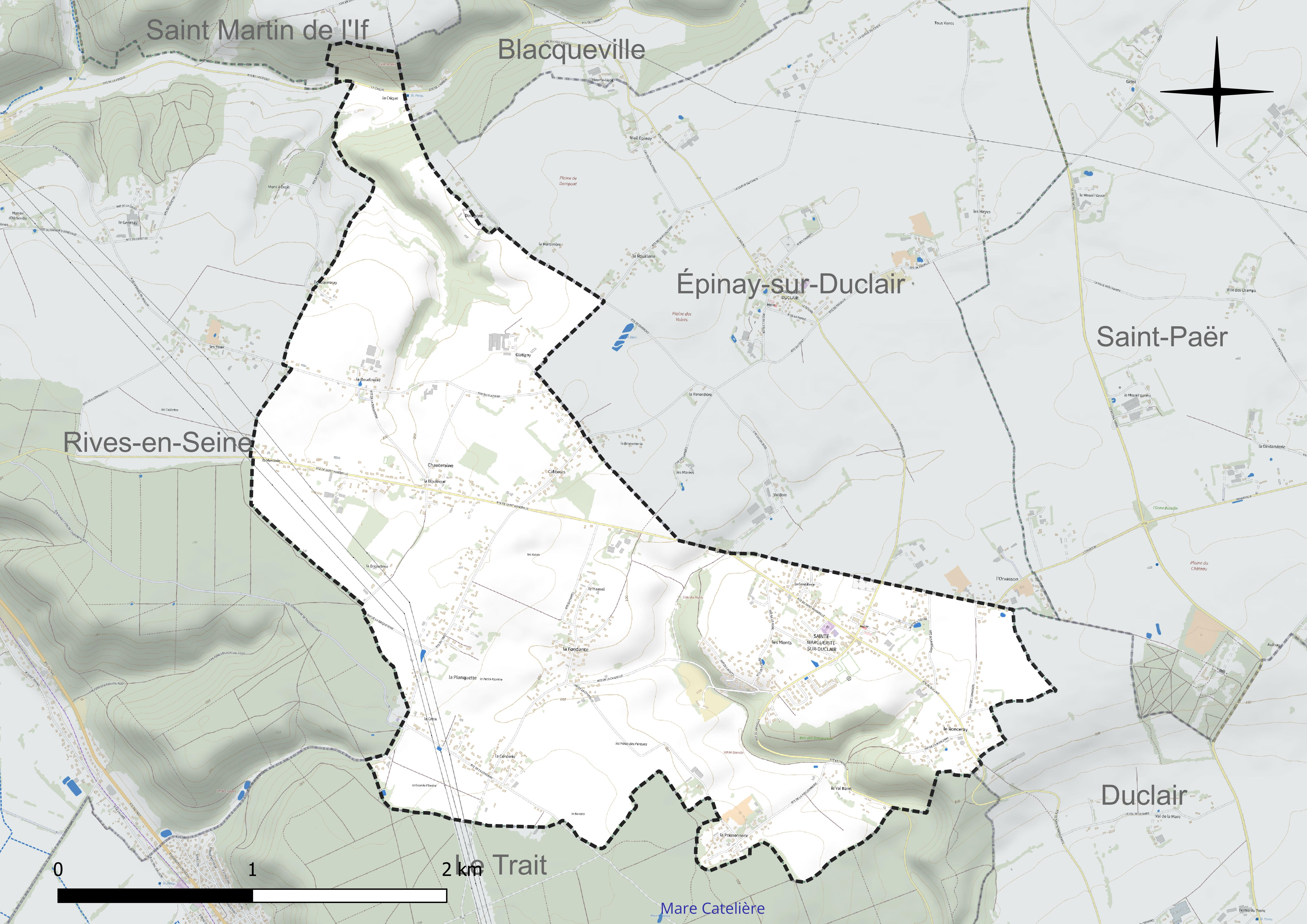
Réseau hydrographique de Sainte-Marguerite-sur-Duclair.

### Climat
Pour des articles plus généraux, voir Climat de la Normandie et Climat de la Seine-Maritime.
En 2010, le climat de la commune est de type climat océanique altéré, selon une étude du CNRS s'appuyant sur une série de données couvrant la période 1971-2000. En 2020, Météo-France publie une typologie des climats de la France métropolitaine dans laquelle la commune est exposée à un climat océanique et est dans la région climatique Côtes de la Manche orientale, caractérisée par un faible ensoleillement (1 550 h/an) ; forte humidité de l’air (plus de 20 h/jour avec humidité relative > 80 % en hiver), vents forts fréquents. Parallèlement le GIEC normand, un groupe régional d’experts sur le climat, différencie quant à lui, dans une étude de 2020, trois grands types de climats pour la région Normandie, nuancés à une échelle plus fine par les facteurs géographiques locaux. La commune est, selon ce zonage, exposée à un « climat maritime », correspondant au Pays de Caux, frais, humide et pluvieux, légèrement plus frais que dans le Cotentin.
Pour la période 1971-2000, la température annuelle moyenne est de 10,6 °C, avec une amplitude thermique annuelle de 13,6 °C. Le cumul annuel moyen de précipitations est de 871 mm, avec 13,2 jours de précipitations en janvier et 8,8 jours en juillet. Pour la période 1991-2020, la température moyenne annuelle observée sur la station météorologique la plus proche, située sur la commune de Jumièges à 8 km à vol d'oiseau, est de 12,2 °C et le cumul annuel moyen de précipitations est de 843,5 mm,. Pour l'avenir, les paramètres climatiques de la commune estimés pour 2050 selon différents scénarios d’émission de gaz à effet de serre sont consultables sur un site dédié publié par Météo-France en novembre 2022.

## Urbanisme

### Typologie
Au 1er janvier 2024, Sainte-Marguerite-sur-Duclair est catégorisée commune rurale à habitat dispersé, selon la nouvelle grille communale de densité à sept niveaux définie par l'Insee en 2022.
Elle est située hors unité urbaine. Par ailleurs, la commune fait partie de l'aire d'attraction de Rouen, dont elle est une commune de la couronne,. Cette aire, qui regroupe 317 communes, est catégorisée dans les aires de 200 000 à moins de 700 000 habitants,.

### Occupation des sols
L'occupation des sols de la commune, telle qu'elle ressort de la base de données européenne d’occupation biophysique des sols Corine Land Cover (CLC), est marquée par l'importance des territoires agricoles (70,3 % en 2018), en diminution par rapport à 1990 (76,5 %). La répartition détaillée en 2018 est la suivante : 
terres arables (48,7 %), zones urbanisées (18,6 %), zones agricoles hétérogènes (11,5 %), forêts (11,2 %), prairies (10,1 %). L'évolution de l’occupation des sols de la commune et de ses infrastructures peut être observée sur les différentes représentations cartographiques du territoire : la carte de Cassini (XVIIIe siècle), la carte d'état-major (1820-1866) et les cartes ou photos aériennes de l'IGN pour la période actuelle (1950 à aujourd'hui).

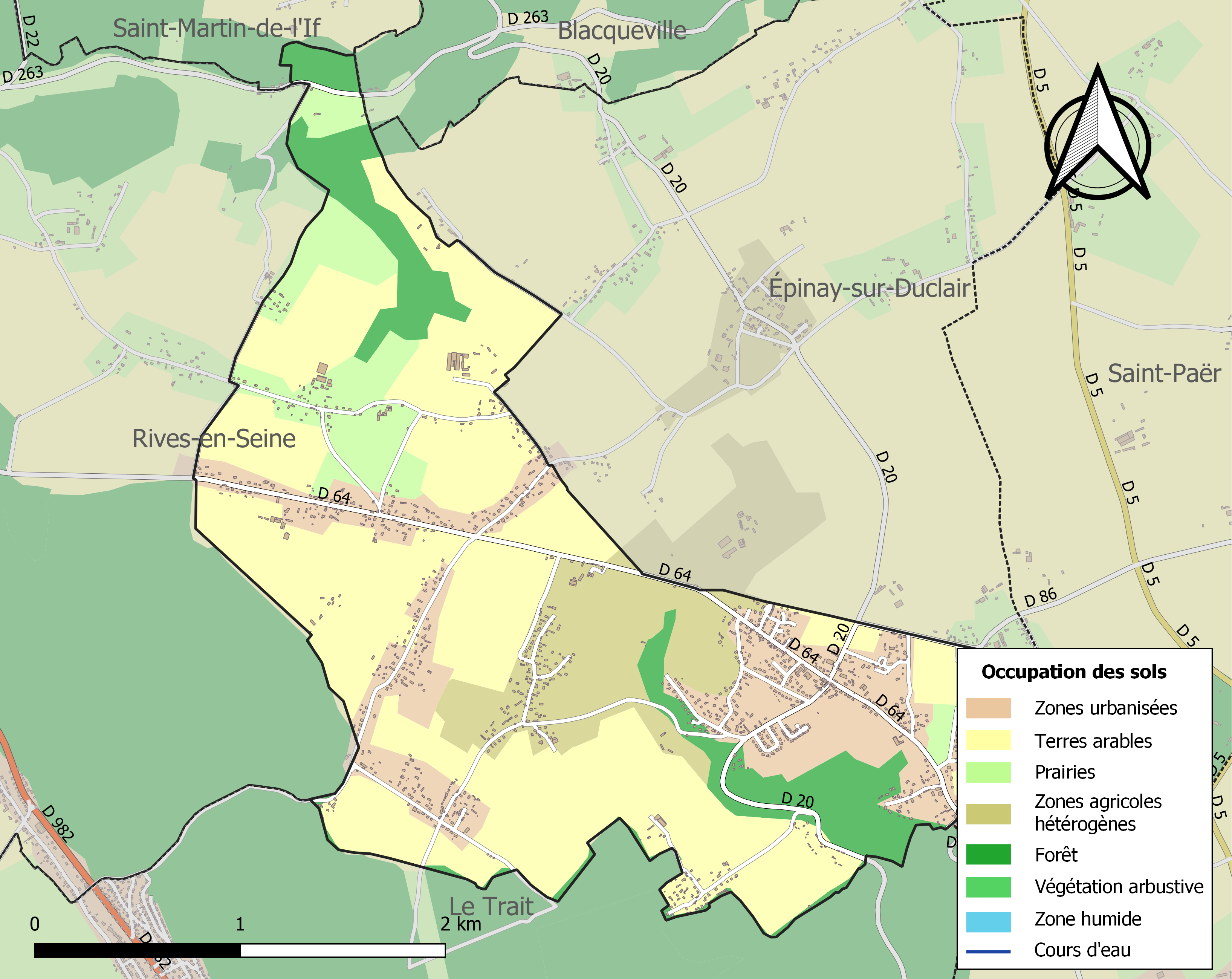
Carte des infrastructures et de l'occupation des sols de la commune en 2018 (CLC).

## Toponymie
Le nom de la localité est attesté sous les formes Sancte Margarite en 1208 ; presbytero de Sancta Margarita en 1222 ; Sancta Margarita vers 1240 ; Sancta Margareta (variante sancta Marguareta) en 1337 ; Capella Sainte Marguerite en 1403; Sainte Marguerite en 1431 (Longnon 10, 78) ; Sainte Marguerite sur du Clair en 1715 (Frémont) ; Sainte Marguerite sur Duclair en 1717 et en 1757 (Cassini).
Duclair : de l'ancienne paroisse Duroclarus, du gaulois duro- « porte > marché enclos, bourg, ville close » et du latin clarus « clair ».

## Politique et administration

### Liste des maires
| Période                                  | Période  | Identité          | Étiquette | Qualité                            |
| ---------------------------------------- | -------- | ----------------- | --------- | ---------------------------------- |
| Les données manquantes sont à compléter. |          |                   |           |                                    |
| 1886                                     |          | Foucault          |           |                                    |
| 1921                                     | 1929     | Alphonse Hebert   |           |                                    |
| 1929                                     | 1947     | Louis Simon       |           |                                    |
| 1947                                     |          | Eugène Lucas      |           |                                    |
| Les données manquantes sont à compléter. |          |                   |           |                                    |
| 1960                                     | 1965     | Philippe Savalle  |           |                                    |
| 1965                                     | 2001     | Jacques Tiphagne, |           | Facteur                            |
| mars 2001                                | mai 2020 | Patrick Simon     | PS        | Agent de maîtrise                  |
| mai 2020,                                | En cours | Astrid Lamotte    |           | Cadre supérieure du secteur public |

## Population et société

### Démographie
L'évolution du nombre d'habitants est connue à travers les recensements de la population effectués dans la commune depuis 1793. Pour les communes de moins de 10 000 habitants, une enquête de recensement portant sur toute la population est réalisée tous les cinq ans, les populations de référence des années intermédiaires étant quant à elles estimées par interpolation ou extrapolation. Pour la commune, le premier recensement exhaustif entrant dans le cadre du nouveau dispositif a été réalisé en 2005.

En 2022, la commune comptait 2 032 habitants, en évolution de +0,69 % par rapport à 2016 (Seine-Maritime : +0,35 %, France hors Mayotte : +2,11 %).
| 1793  | 1800  | 1806  | 1821  | 1831  | 1836  | 1841  | 1846  | 1851  |
| ----- | ----- | ----- | ----- | ----- | ----- | ----- | ----- | ----- |
| 1 640 | 1 636 | 1 438 | 1 360 | 1 110 | 1 152 | 1 107 | 1 113 | 1 104 |

| 1856  | 1861  | 1866  | 1872 | 1876 | 1881 | 1886 | 1891 | 1896 |
| ----- | ----- | ----- | ---- | ---- | ---- | ---- | ---- | ---- |
| 1 042 | 1 008 | 1 006 | 924  | 861  | 898  | 879  | 791  | 771  |

| 1901 | 1906 | 1911 | 1921 | 1926 | 1931 | 1936 | 1946 | 1954 |
| ---- | ---- | ---- | ---- | ---- | ---- | ---- | ---- | ---- |
| 751  | 731  | 731  | 702  | 743  | 740  | 746  | 742  | 714  |

| 1962 | 1968 | 1975 | 1982  | 1990  | 1999  | 2005  | 2006  | 2010  |
| ---- | ---- | ---- | ----- | ----- | ----- | ----- | ----- | ----- |
| 687  | 720  | 883  | 1 106 | 1 425 | 1 519 | 1 631 | 1 633 | 1 890 |

| 2015  | 2020  | 2022  | - | - | - | - | - | - |
| ----- | ----- | ----- | - | - | - | - | - | - |
| 1 950 | 2 027 | 2 032 | - | - | - | - | - | - |

### Cultes
Sainte-Marguerite-sur-Duclair appartient à la paroisse catholique Saint-Philibert de Duclair – Boucles de Seine qui fait partie du doyenné Rouen-Ouest de l'archidiocèse de Rouen.

## Culture locale et patrimoine

### Lieux et monuments
- église Sainte-Marguerite[30]. La tour-clocher et les nefs sont du XVIe siècle. La façade occidentale date de 1711. Le porche a été réalisé en 1772. Des travaux importants de restauration ont eu lieu en 1884. Vitraux du XVIe siècle.
- chapelle Notre-Dame-de-la-Délivrance[31].
- monument aux morts dû à Maurice Ringot (1921).
- manoir de Glatigny[32]

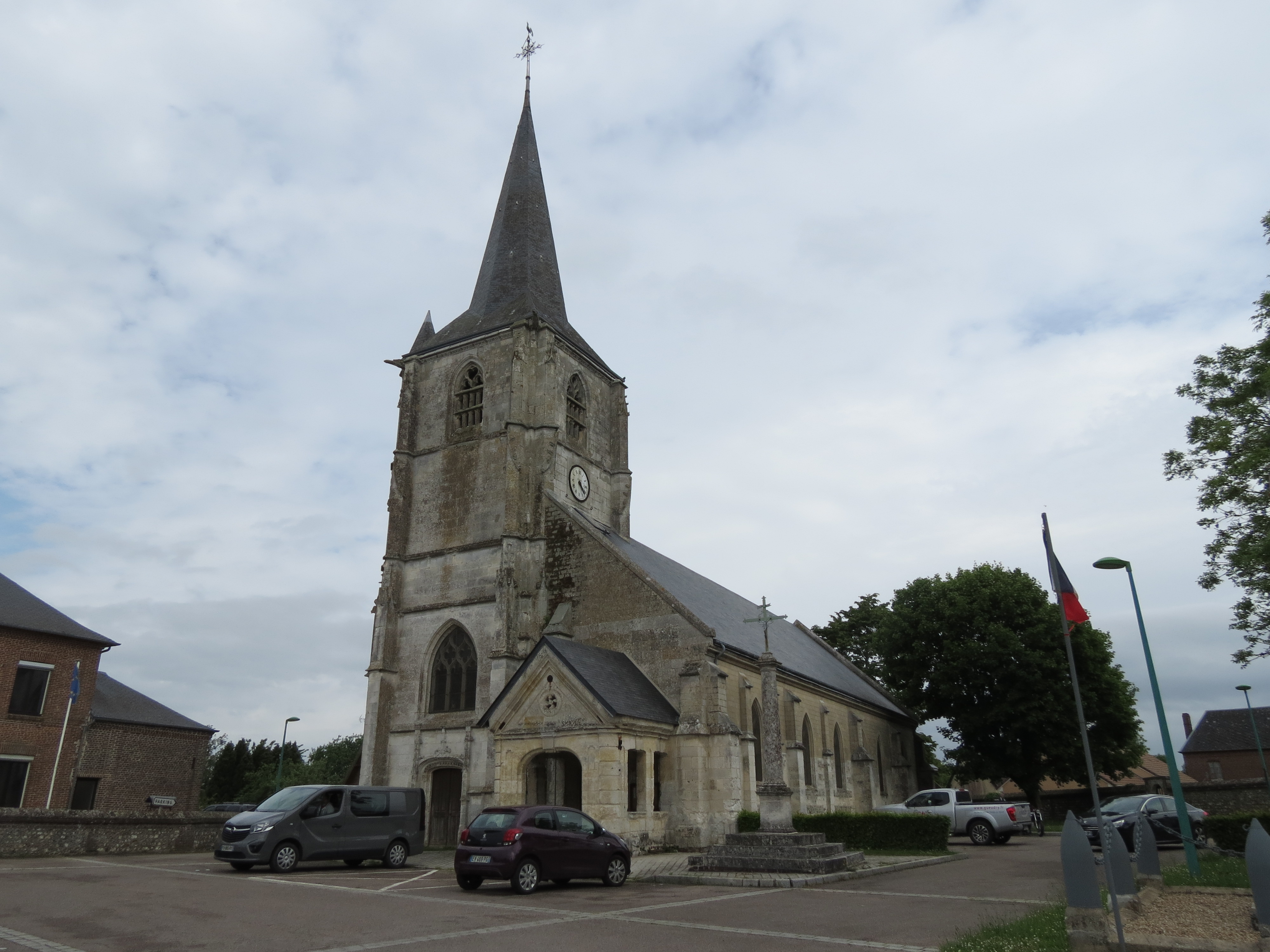
L'église
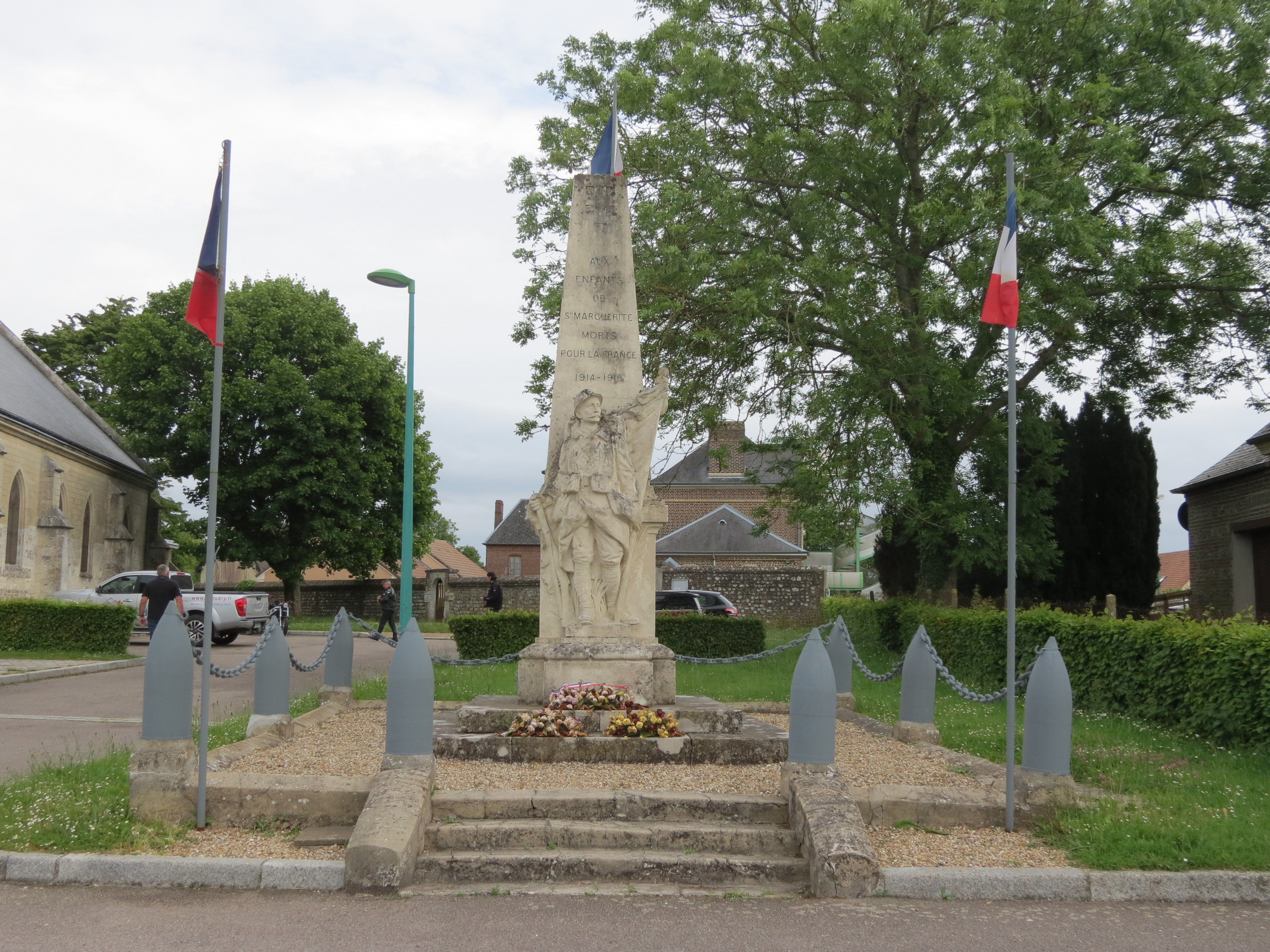
Le monument aux morts conçu par  Maurice Ringot

### Personnalités liées à la commune
L'actrice Karin Viard a grandi à Sainte-Marguerite-sur-Duclair chez ses grands-parents.
L'artiste peintre Claudine Loquen y est invitée d'honneur au 38e salon de peinture.

### Héraldique
| Blason de Sainte-Marguerite-sur-Duclair | Blason  | D’or au chevron d’azur chargé de cinq annelets du champ, accompagné de trois molettes d’éperon de sable. |
| Blason de Sainte-Marguerite-sur-Duclair | Détails | |